# Spun
Pour plus de détails, voir Fiche technique et Distribution.
Spun, ou Craqué au Québec, est un film indépendant américain réalisé en 2002 par Jonas Åkerlund et écrit par Creighton Vero et Will de los Santos. Le titre du film fait référence à un terme d'argot qui reflète ce que ressentent les consommateurs de méthamphétamine quand ils se droguent pendant plusieurs jours d'affilée sans dormir.

## Synopsis
Ross, un chômeur de 20 ans qui vient de rompre avec sa petite amie, traîne dans la maison de son dealer, Spider Mike, où il rencontre Nikki, une strip-teaseuse. En la raccompagnant en voiture, il fait la connaissance de Cook, son petit ami, qui fabrique de la méthamphétamine dans un motel. Acceptant de servir de chauffeur à Cook en échange de quelques doses, il s'embarque alors dans une virée de trois jours sans sommeil…

## Fiche technique
- Réalisateur : Jonas Åkerlund
- Production : Chris Hanley, Fernando Sulichin, Timothy Wayne Peternel, Danny Vinik
- Scénario : William De Los Santos, Creighton Vero
- Musique originale : Billy Corgan
- Photographie : Eric Broms
- Sociétés de production: Silver Nitrate Films-Brink Films
- Distributeur : Newmarket Capital Group
- Sortie :
  - 14 juin 2002 (Las Vegas)
  - 17 janvier 2003 (Sundance)
- Durée : 101 minutes
- Budget : $4,5 millions
- Box office : $1,02 million[1]

## Distribution
Légende : VQ = Version québécoise
- Jason Schwartzman (VQ : Martin Watier) : Ross
- Mickey Rourke (VQ : Éric Gaudry) : le cuisinier
- Brittany Murphy (VQ : Camille Cyr-Desmarais) : Nikki
- John Leguizamo (VQ : Antoine Durand) : Spider Mike
- Patrick Fugit (VQ : Sébastien Reding) : Frisbee
- Mena Suvari (VQ : Aline Pinsonneault) : Cookie
- Chloe Hunter : April
- Peter Stormare (VQ : Benoit Rousseau) : le mulet
- Alexis Arquette (VQ : Louis-Philippe Dandenault) : la moustache
- Ron Jeremy : barman
- Debbie Harry (VQ : Marie-Andrée Corneille) : la voisine lesbienne
- Eric Roberts (VQ : Daniel Picard) : l'homme
- Larry Drake : Dr. K
- Billy Corgan : le docteur
- Elisa Bocanegra : Giggles
- Charlotte Ayanna (en) : Amy

## Autour du film
- La musique du film est composée par Billy Corgan, le chanteur-guitariste du groupe The Smashing Pumpkins.
- Le film a été tourné en 22 jours.
- Spun est souvent comparé à Requiem for a Dream de Darren Aronofsky sorti en 2000.
- Rob Halford du groupe Judas Priest incarne un vendeur de sex-shop homosexuel.